# 2005 PF23
2005 PF23, também escrito como 2005 PF23, é um objeto transnetuniano que está localizado no Cinturão de Kuiper, uma região do Sistema Solar. Este corpo celeste é classificado como um cubewano. Ele possui uma magnitude absoluta de 9,7 e tem um diâmetro estimado com 51 km.

## Descoberta
2005 PF23 foi descoberto no dia 2 de agosto de 2005.

## Órbita
A órbita de 2005 PF23 tem uma excentricidade de 0,084 e possui um semieixo maior de 44,901 UA. O seu periélio leva o mesmo a uma distância de 41,122 UA em relação ao Sol e seu afélio a 48,680 UA.